# Памятник основателям Киева
Па́мятник основа́телям Киева установлен в 1982 году в честь основателей Киева.
Хорив, Кий, Щек и сестра Лыбедь по преданиям, отразившимся в русских летописях XI—XII веках, являлись князьями в племенном объединении полян и основателями трёх поселений, позже составивших город Киев.
Авторы — скульптор В. З. Бородай, архитектор Н. М. Фещенко.
Памятник находится на набережной Днепра, в Наводницком парке (до 1993 года Парк имени В. М. Примакова), недалеко от станции метро «Днепр».
Ещё один памятник основателям Киева был установлен в 2002 году на Майдане Независимости.
23 февраля 2010 года памятник демонтировали для реконструкции и торжественно открыли 28 мая 2010 года ко Дню Киева.

## Памятник в нумизматике
Данный монумент был изображён на украинских купонах достоинством от 1 до 5000 карбованцев (на купонах образца 1991 года была изображена только Лыбедь с этого же памятника), бывших в обороте на территории Украины с 1991 по 1996 год.

## Галерея
- Памятник на почтовой марке СССР, 1990 г.
- Памятник на купюре 1000 карбованцев, 1992 г.